# Ладислав IV Кан
Ласло или Ладислав (IV) Кан (венг. Kán nembeli (IV.) László; годы рождения и смерти неизвестны) — венгерский магнат, один из сыновей олигарха Ладислава III Кана, фактического правителя Трансильвании с 1295 года до своей смерти.

## Биография
Представитель венгерского дворянского рода Кан. Один из трех сыновей Ладислава III Кана, фактического правителя Трансильвании с 1295 года до своей смерти.
После смерти своего отца в 1314/1315 году, Ладислав IV провозгласил себя воеводой Трансильвании, этот титул даже использовал король Венгрии Карл Роберт, ссылаясь на него в своей хартии от 12 августа 1315 года. Новым воеводой Трансильвании Карл Роберт назначил Миклоша Пока, который не смог вступить в свою должность. Вскоре против королевской власти выступил другой мятежный венгерский магнат Моиш II Акош, зять Якаба Борши. Моиш II Акош победил королевского воеводу Миклоша Пока, который начал королевскую кампанию против трансильванских олигархов. Позже сыновья Ладислава Кана потерпели тяжелое поражение в битве при замке Дева в 1317 году. В 1321 году новый военачальник Карла Роберта, Томаш Сечени, захватил Csicsó (современная Чичеу-Михэешти в Румынии), которая была последней крепостью сыновей Ладислава Кана . Однако до конца 1320-х годов сыновья Ладислава III Кана (Ладислав IV и его брат-тёзка Ладислав V) представляли серьезную угрозу королевской власти Карла I Роберта из-за постоянных грабежей и набегов . Они также пользовались поддержкой господаря Валахии Басараб I.